# اقتطاف

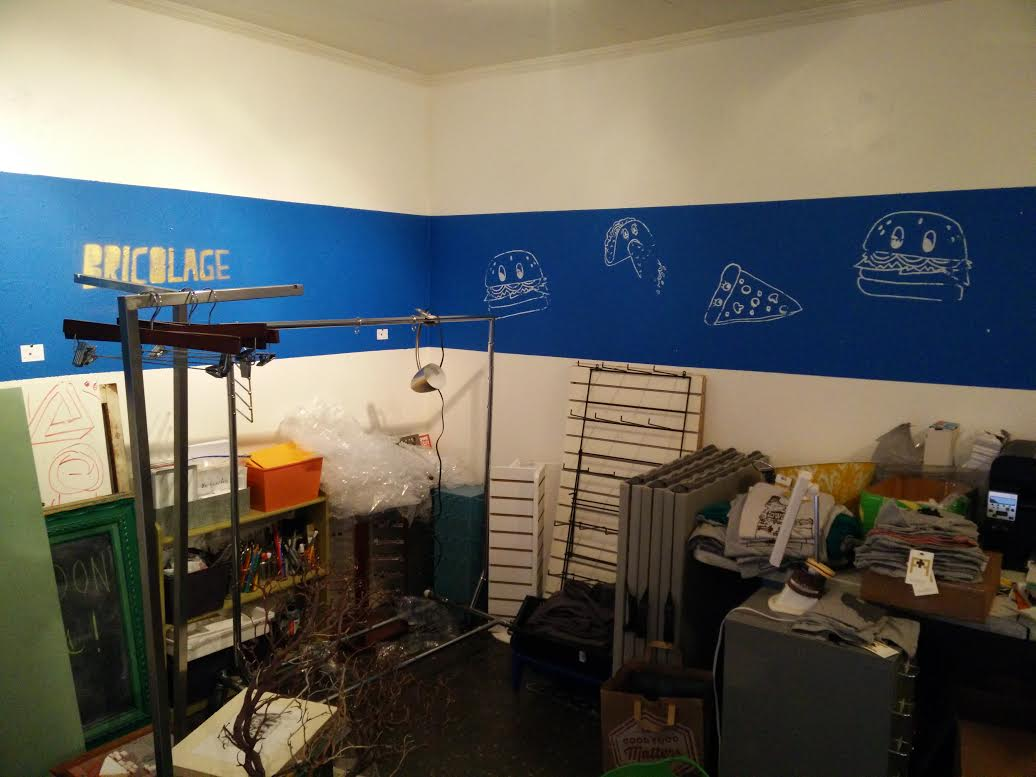
مختبر بركولاج ومكان لعرض فنون

الاقتطاف (أو بركولاج كلمة فرنسية تترجم حرفيا إلى عبارة "افعل المشروع بنفسك ") في الفنون العملية، يشير إلى عملية بناء أو إنشاء عمل معين باستخدام مجموعة واسعة من الأشياء المتاحة، أو يشير بشكل عام إلى أي عمل تم صياغته بواسطة تلك العملية.
وتم استخدام المصطلح بركولاج في العديد من المجالات الأخرى، بما في ذلك الفلسفة والنظرية النقدية، والتعليم، وبرامج الحاسوب، والأعمال التجارية.